# Liste der Monuments historiques in Beaumont-de-Pertuis
Die Liste der Monuments historiques in Beaumont-de-Pertuis führt die Monuments historiques in der französischen Gemeinde Beaumont-de-Pertuis auf.

## Liste der Bauwerke
| Bezeichnung                               | Beschreibung | Standort                  | Kennzeichnung | Schutzstatus | Datum | Bild           |
| ----------------------------------------- | ------------ | ------------------------- | ------------- | ------------ | ----- | -------------- |
| Kapelle Notre-Dame-de-Beauvoir Innendekor |              | route de Miraberau (Lage) | PA84000064    | Classé       | 2011  | weitere Bilder |

## Liste der Objekte
| Bezeichnung                    | Beschreibung                               | Standort    | Kennzeichnung | Schutzstatus | Datum | Bild |
| ------------------------------ | ------------------------------------------ | ----------- | ------------- | ------------ | ----- | ---- |
| Gemälde Der Tod des hl. Joseph | Gemälde aus dem 19. Jh. von Joseph Aubanel | Pfarrkirche | PM84001384    | Inscrit      | 2019  |      |
| Altar, Tabernakel              | 17. Jh., vergoldetes und bemaltes Holz     | Pfarrkirche | PM84001064    | Classé       | 1961  |      |